# 中坑村 (于都县)
中坑村，是中华人民共和国江西省赣州市于都县铁山垅镇所辖的行政村。中坑村位于铁山垅镇西南部。总人口1405人(2005年)。中坑村包含16个自然村：新屋下、松山下、龙石坑、老中坑、湖口塘、老屋场、温坑、万田陂、下弯、柳前、大陂山、新店、桐梓树下、茶亭店、梨碵排、马尾坑村。区划代码360731101207。